# Chino de Leizhou
El dialecto de Leizhou (en chino tradicional, 雷州話; en chino simplificado, 雷州话; pinyin, Léizhōu huà, [lɔi˩ uɛ˨˦]) es una división del Chino min nan y este del Chino min, hablada principalmente en la Península de Leizhou, sur de la República Popular China. Tiene inteligibilidad con otras variedades de Min Nan, y a veces se clasifica como una lengua independiente, aunque a menudo se incluyen junto con el hainanés. Tiene alrededor de 4 millones de hablantes nativos.

## Consonantes
|                     |                     | bilabial | alveolar | velar | glotal |
| ------------------- | ------------------- | -------- | -------- | ----- | ------ |
| nasal               | nasal               | m        | n        | ŋ     |        |
| oclusiva            | sonora              | b        |          |       |        |
| oclusiva            | no aspirada         | p        | t        | k     |        |
| oclusiva            | aspirada            | pʰ       | tʰ       | kʰ    |        |
| fricativa           | sonora              |          | z        |       |        |
| fricativa           | sorda               |          | s        |       | h      |
| africada            | no aspirada         |          | ts       |       |        |
| africada            | aspirada            |          | tsʰ      |       |        |
| lateral aproximante | lateral aproximante |          | l        |       |        |

## Tonos
El min de Leizhou tiene 6 tonos que se reducen a dos en sílabas controladas.
| Número de tono | Nombre            | Contorno |
| -------------- | ----------------- | -------- |
| 1              | yin ping (陰平)   | ˨˦ (24)  |
| 2              | yin shang (陰上)  | ˦˨ (42)  |
| 3              | yin qu (陰去)     | ˨˩ (21)  |
| 4              | yin ru (陰入)     | ˥̚ (5)    |
| 5              | yang ping (陽平)  | ˨ (2)    |
| 6              | yang shang (陽上) | ˧ (3)    |
| 7              | yang qu (陽去)    | ˥ (5)    |
| 8              | yang ru (陽入)    | ˩̚ (1)    |